# John Mulagada
John Mulagada (Marriveedu, 12 dicembre 1937 – Eluru, 16 agosto 2009) è stato un vescovo cattolico indiano, primo dalit a diventare vescovo in India.

## Biografia
Nato nel 1937, studiò al seminario di San Giovanni a Hyderabad e fu ordinato sacerdote nel 1965.
Papa Paolo VI lo nominò primo vescovo della neonata diocesi di Eluru il 9 dicembre 1976; fu ordinato vescovo da Duraisamy Simon Lourdusamy, segretario della Congregazione per l'Evangelizzazione dei Popoli, il 5 maggio 1977; co-consacranti Saminini Arulappa, arcivescovo di Hyderabad, e Ignatius Gopu, M.S.F.S., vescovo di Visakhapatnam.
Nel 1984 diede l'approvazione diocesana a padre Jose Kaimlett per la fondazione della società di vita apostolica Araldi della Buona Novella.
Fu il primo vescovo della Chiesa cattolica ad appartenere alla casta dei dalit (intoccabili). Si impegnò particolarmente per la giustizia sociale e l'accesso alle istituzioni educative per la casta degli intoccabili. È stato descritto come il primo vescovo telugu.
John Mulagada morì nel pieno dei suoi poteri, dopo una breve malattia, nel 2009.

## Genealogia episcopale
La genealogia episcopale è:
- Cardinale Guillaume d'Estouteville, O.S.B.Clun.
- Papa Sisto IV
- Papa Giulio II
- Cardinale Raffaele Sansone Riario
- Papa Leone X
- Papa Paolo III
- Cardinale Francesco Pisani
- Cardinale Alfonso Gesualdo di Conza
- Papa Clemente VIII
- Cardinale Pietro Aldobrandini
- Cardinale Laudivio Zacchia
- Cardinale Antonio Barberini, O.F.M.Cap.
- Cardinale Marcantonio Franciotti
- Cardinale Giambattista Spada
- Cardinale Carlo Pio di Savoia
- Arcivescovo Giacomo Palafox y Cardona
- Cardinale Luis Manuel Fernández de Portocarrero-Bocanegra y Moscoso-Osorio
- Patriarca Pedro Portocarrero y Guzmán
- Vescovo Silvestre García Escalona
- Vescovo Julián Domínguez y Toledo
- Vescovo Pedro Manuel Dávila Cárdenas
- Arcivescovo Domingo Pantaleón Álvarez de Abreu
- Arcivescovo Manuel José Rubio y Salinas
- Vescovo Manuel de Matos, O.F.M.Disc.
- Vescovo Juan de La Fuente Yepes
- Vescovo Pierre Brigot, M.E.P.
- Vescovo Luigi (Luigi Maria di Gesù) Pianazzi, O.C.D.
- Vescovo Antonio (Pietro d'Alcántara di San Antonio) Ramazzini, O.C.D.
- Vescovo Paolo Antonio (Raimondo di San Giuseppe) Boriglia, O.C.D.
- Vescovo Louis-Charles-Auguste Hébert, M.E.P.
- Vescovo Clément Bonnand, M.E.P.
- Vescovo Etienne-Louis Charbonnaux, M.E.P.
- Arcivescovo François-Jean-Marie Laouënan, M.E.P.
- Arcivescovo Joseph-Adolphe Gandy, M.E.P.
- Vescovo Hugues-Madelain Bottero, M.E.P.
- Arcivescovo Elie-Jean-Joseph Morel, M.E.P.
- Arcivescovo Auguste-Siméon Colas, M.E.P.
- Arcivescovo Ambrose Rayappan
- Cardinale Duraisamy Simon Lourdusamy
- Vescovo John Mulagada